# La Mare de Déu de la Salut
La Mare de Déu de la Salut (španjolski za „Gospa od zdravlja”) je festival koji se slavi u gradu Algemesíju (Valencija) svake godine 7. i 8. rujna na blagdan „Gospe od zdravlja”, zaštitnice grada. Festival je prvi put zabilježen 1247. god. i u njegovim dramskim, glazbenim i plesnim točkama sudjeluje gotovo 1.400 sudionika. Sudjelovanje gradskih stanovnika je temelj kontinuiteta ove proslave, a svi kostimi, ukrasi i pribor su ručni rad, a plesovi i glazbeni uradci se prenosi s generacije na generaciju. Zbog toga je ovaj festival upisan na UNESCO-ov popis nematerijalne svjetske baštine u Europi 2011. god. 
Festivalske točke se organiziraju u povijesnim četvrtima grada: Valencia, La Muntanya, Santa Barbara i La Capella. Procesije teku od bazilike Menor de San Jaime do Capella de la Troballa. Svečanosti započinju zvonjavom zvona bazilike nakon čega slijedi parada. Zbor Schola Cantorum i orkestar izvode Večernju u večernjim satima u bazilici, nakon čega slijedi zvonjava zvona i „procesija zaručnika”, koja uključuje Els Misteris (kratke, vjerske kazališne komade u izvedbi djece), a nastupaju i ljudski tornjevi (Muixeranga) s tradicionalnim glazbenom pratnjom i plesovima. Sljedećeg dana, divovske lutke koje predstavljaju kralja i kraljicu Aragona, Jakova I. i njegovu suprugu Jolandu Ugarsku, pridružuju se „jutarnjoj povorci”, dok završna, „središnja procesija”, ima prikaze biblijskih likova i apostolskih pjesmama.

## Vanjske poveznice

### Mrežna sjedišta
- Fiestas de la Mare de Déu de la Salut  Arhivirana inačica izvorne stranice od 10. rujna 2012. (Wayback Machine), Turespaña (šp.)
- La Mare de Déu de la Salut Festival  Arhivirana inačica izvorne stranice od 12. svibnja 2015. (Wayback Machine) (engl.)